# یواس‌اس نیمیتز

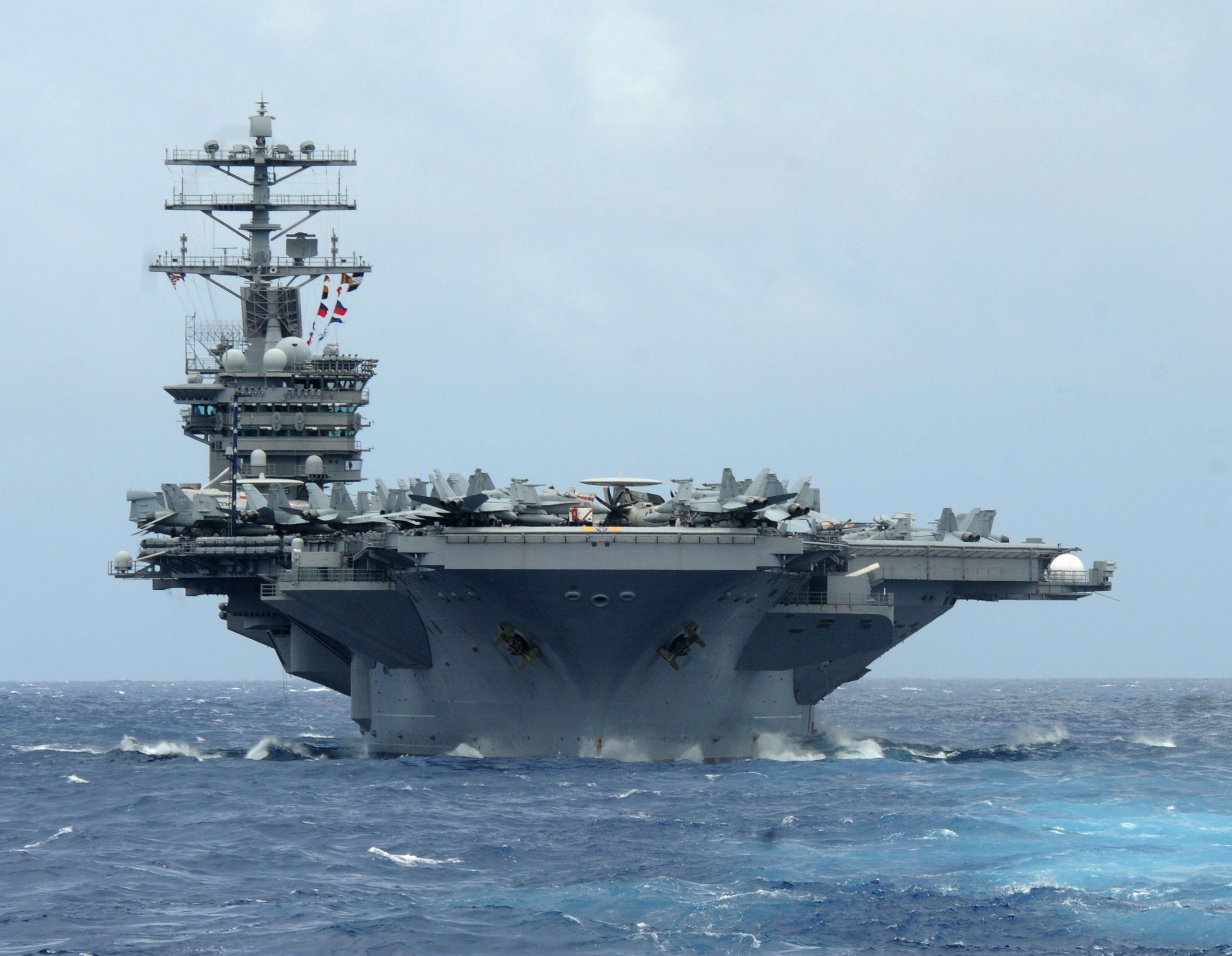

یواس‌اس نیمیتز (سی‌وی‌ان-۶۸) (به انگلیسی: USS Nimitz)، نام یک ناو هواپیمابر کلاس نیمیتز متعلق به ناوگان دریایی هسته‌ای نیروی دریایی ایالات متحده آمریکا است. این ناو در تاریخ ۳ ماه مه ۱۹۷۵ برای اولین بار به مأموریت اعزام شد. پایگاه این ناو نورفوک، ویرجینیا است. این ناو ۳۳۳ متر طول دارد و مجهز به دو رآکتور هسته‌ای ساخت وستینگهاوس است.

## نگارخانه

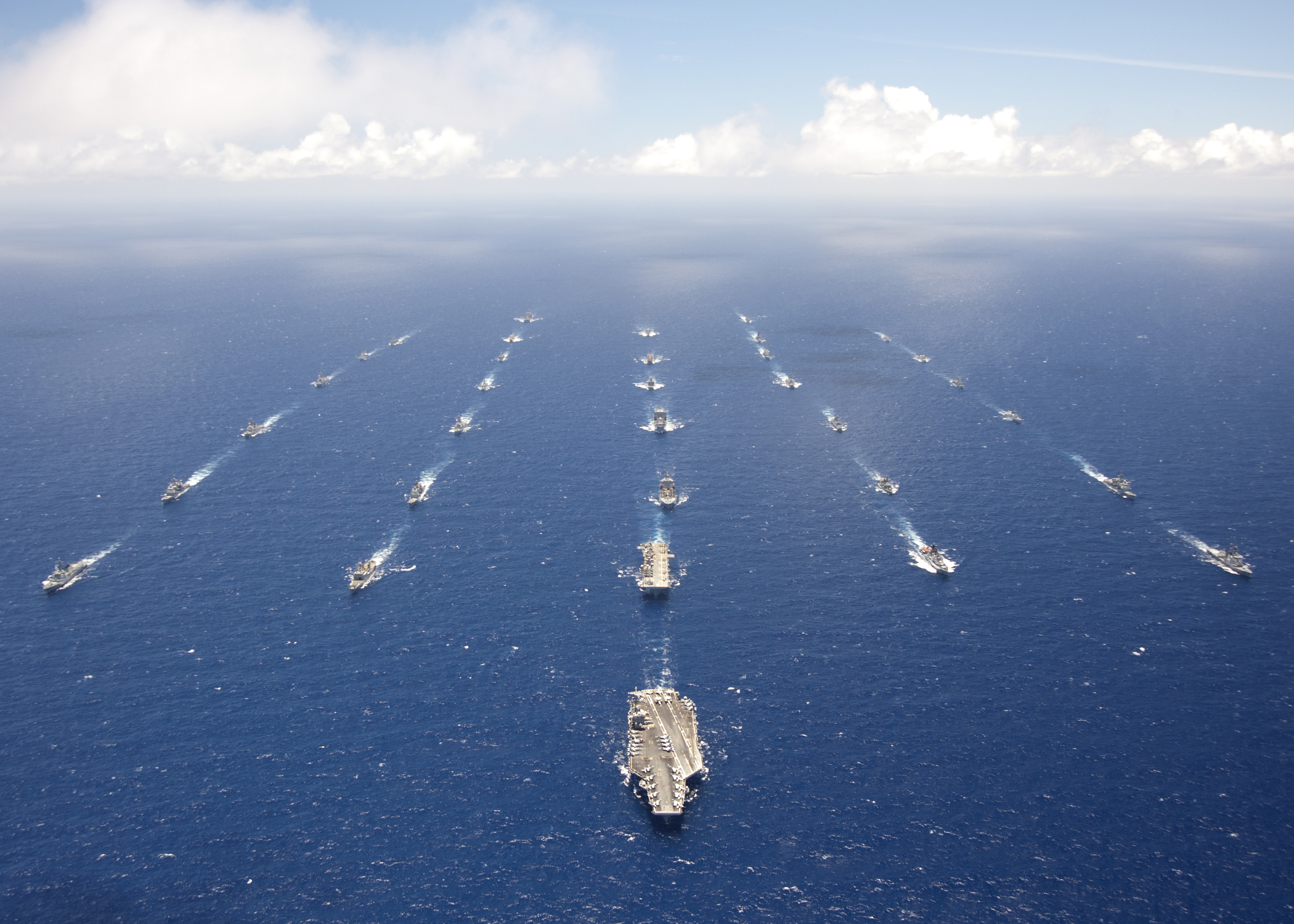
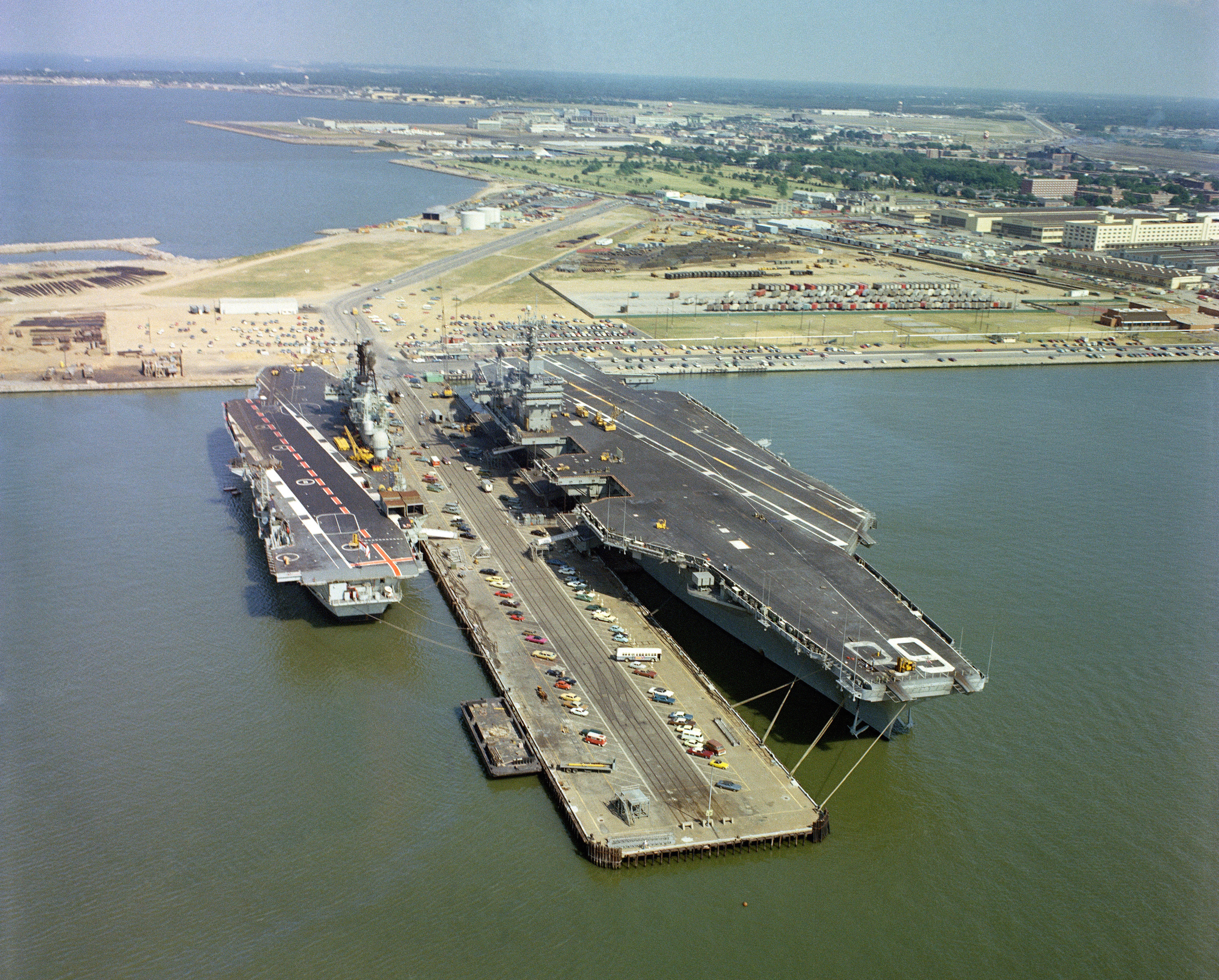
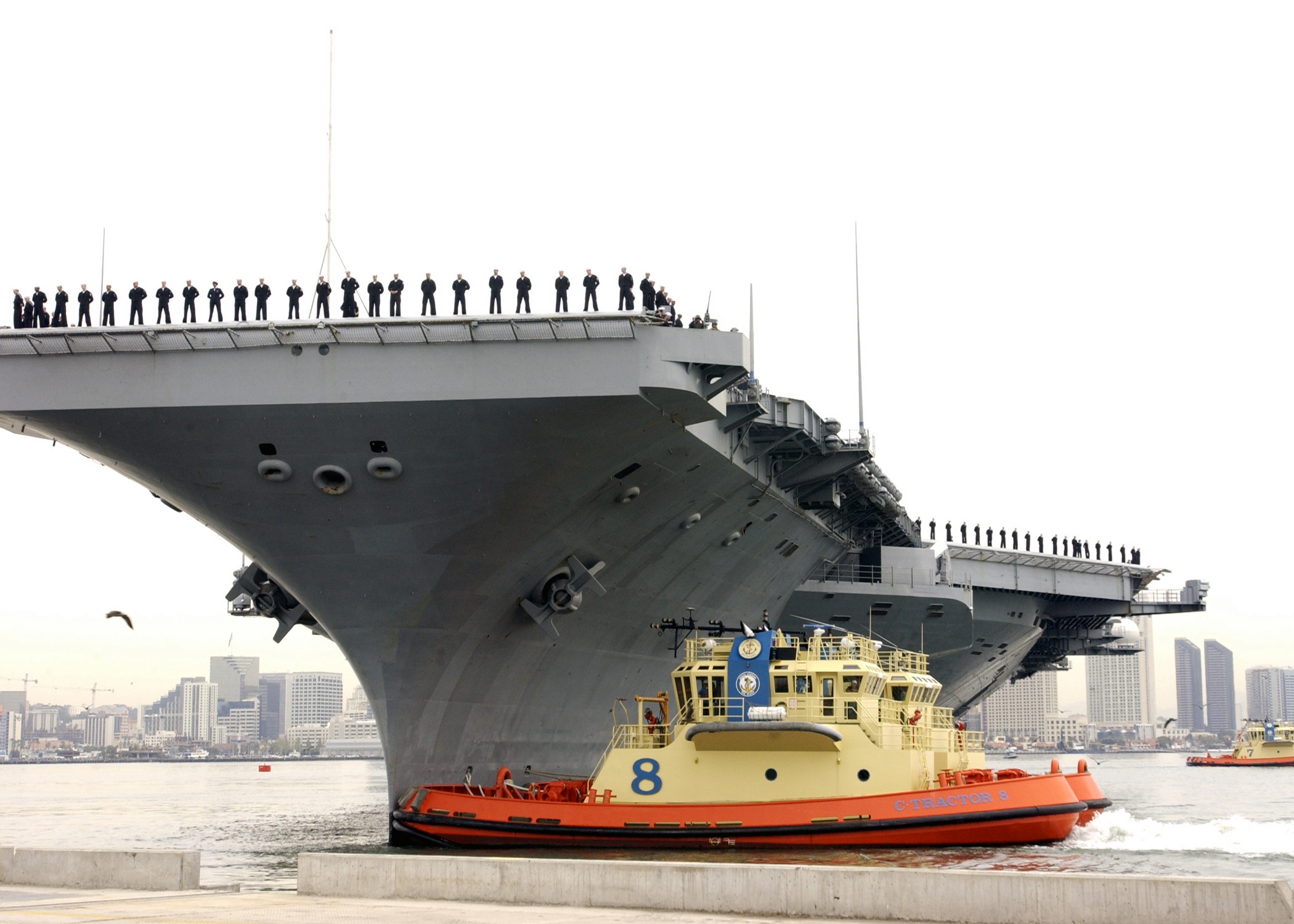
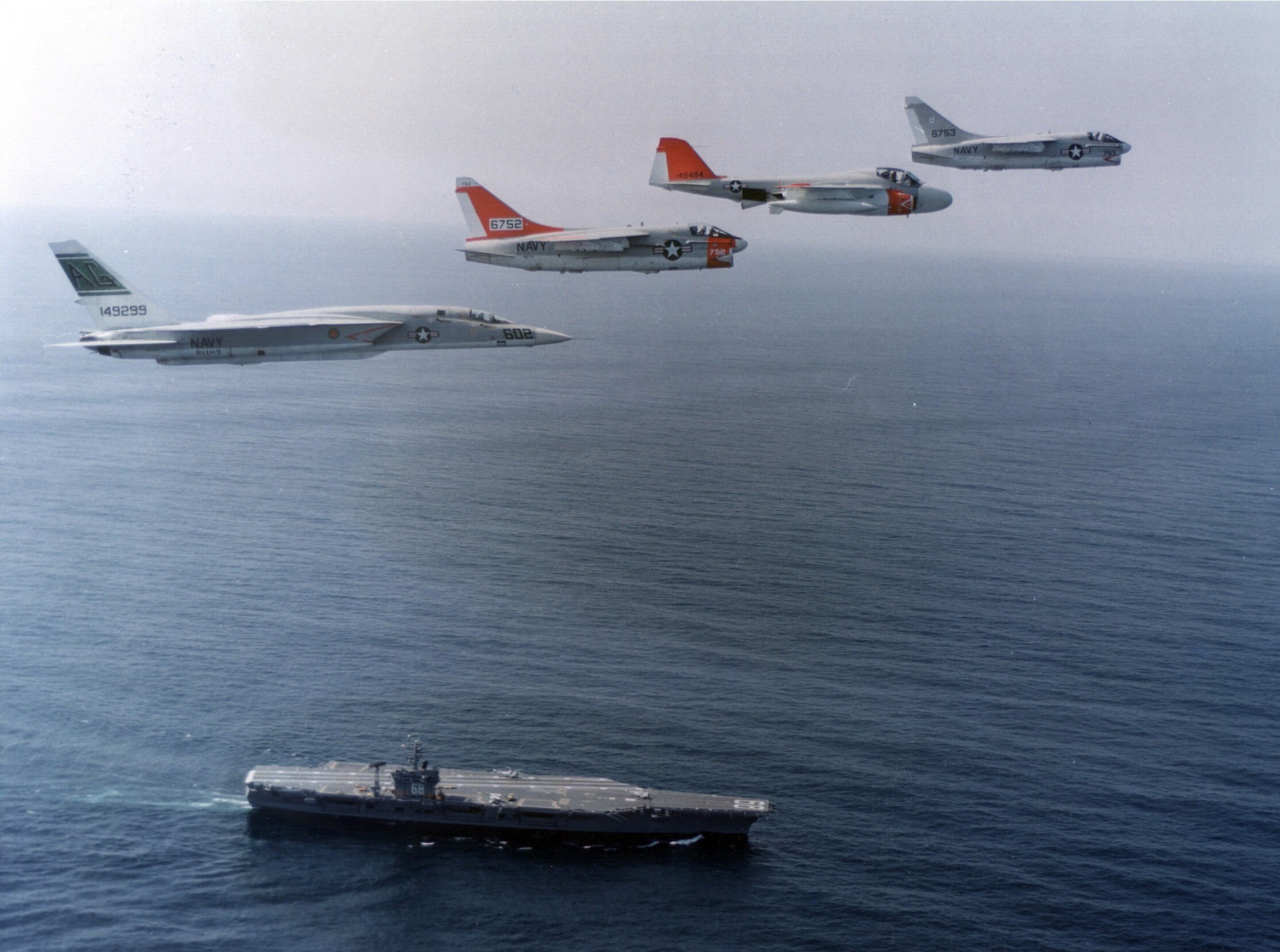
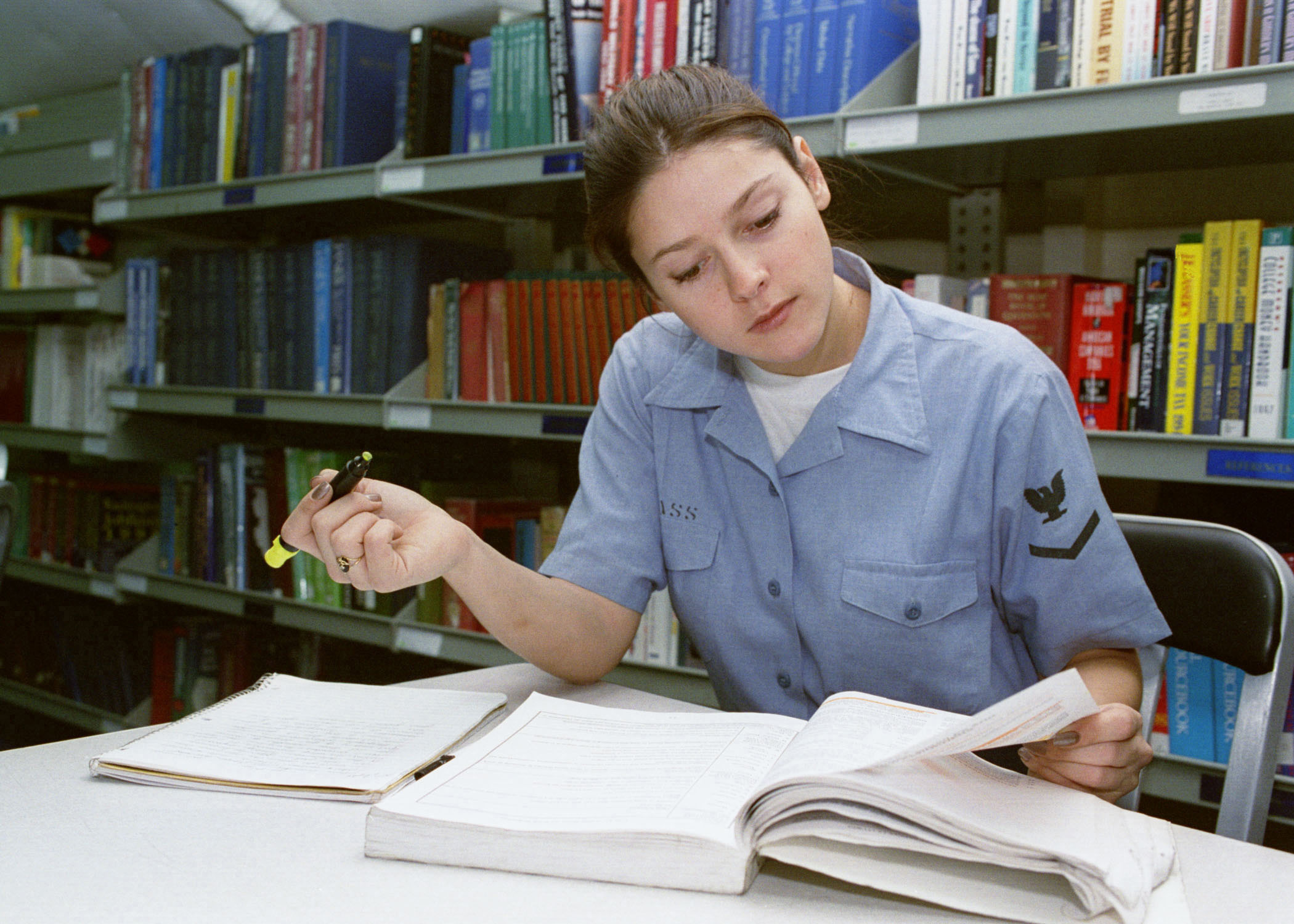
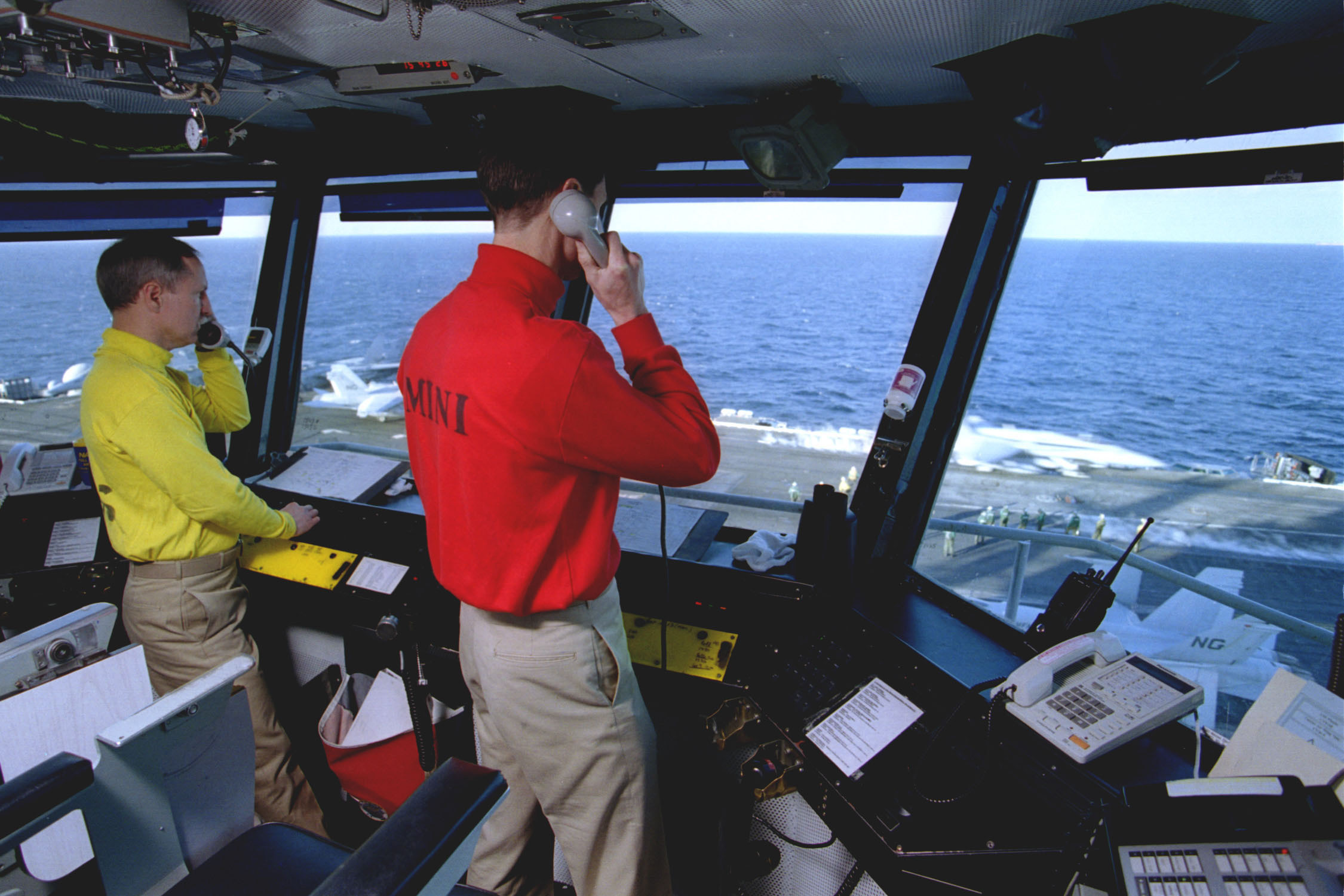
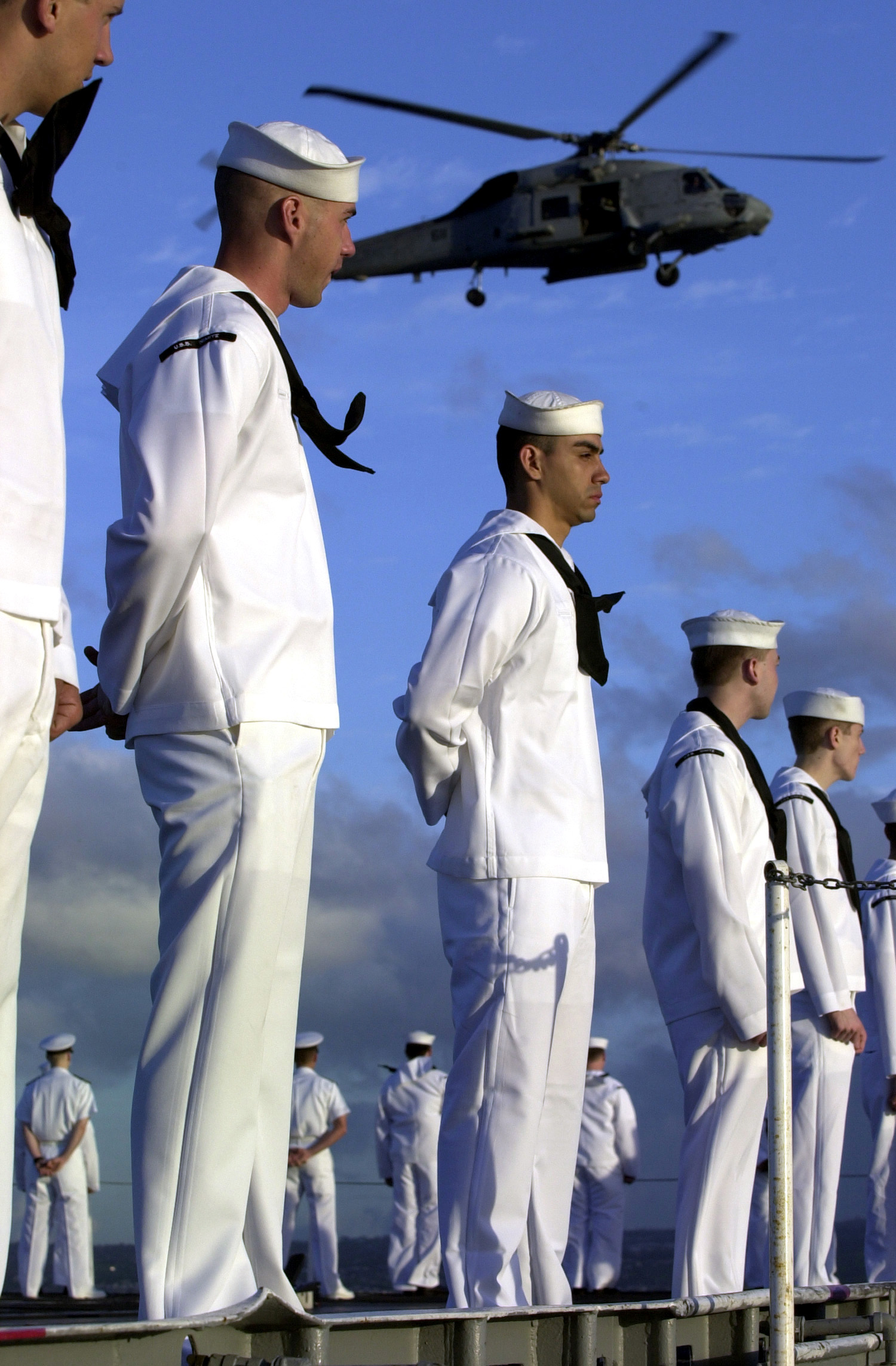